# Герцеговина (эялет)
Эялет или пашалык Герцеговина (босн. Hercegovački pašaluk; осман. ایالت هرسك; Eyālet-i Hersek‎) — административно-территориальная единица Османской империи. Существовал в 1833—1851 годах. Выделился из состава эялета Босния (на нынешних землях Боснии и Герцеговины, Черногории и Сербии).

## История
В 1470 году Герцеговина становится санджаком Румелийского бейлербейства, а в 1580 году — Боснийского бейлербейства. Южные границы санджака страдали во время многочисленных турецко-венецианских войн. В 1596—1612 и 1737 годах происходили мощные восстания местного населения против османской власти.
С началом Боснийского восстания в 1831 году во главе с Хусейном Градашчевичем началось движение за автономию и в Герцеговине. Знать и военнослужащих последнего поддерживал великий визирь, пытаясь ослабить боснийский движение. На сторону османского султана перешёл герцеговинский военачальник Али-паша Ризванбегович, который поддержал ликвидации янычарского корпуса (в Стамбуле он был уничтожен в 1826 году). Наконец в 1833 году был создан самостоятельный Герцеговинский эялет.
Фактически Герцеговина превратилось владения Али-паши Ризванбеговича, который способствовал сохранению власти султанского правительства на границах с Боснией, Далмацией и Черногорией. Также герцеговинские войска способствовали подавлению сербских и других восстаний. В этот период были проведены значительные ирригационные работы, увеличены площади сельскохозяйственных земель, внедрены меры по возрождению земледелия. Одновременно Али-паша Ризванбегович даже переписывался с зарубежными правительствами, пытаясь ослабить политическое давление на эялет. Впрочем, он не достиг значительных успехов. По свидетельству европейских путешественников 1858 года Герцеговина находилась в сложной экономической ситуации, значительные площади было запущены.
После казни в 1851 году Али-паши Ризванбеговича эялет Герцеговина снова вернулся в состав Боснийского эялета.

## Структура
Эялет Герцеговина состоял из 11 санджаков: Мостар (административный центр), Приеполе, Плевля, Чайниче, Невесине, Никшич, Любине, Столац, Почитель, Благай, Томиславград.